# De Stip (televisieprogramma)
De Stip is een voormalig tv-programma dat liep op de commerciële zender VTM. De start van het programma was tijdens de zomervakantie van 2010, ter compensatie van Familie.

## Inhoud
De opzet van De Stip is dat mensen bepaalde dingen vragen of gewoon een groet doen aan de kijkers. De Stip stond elke dag op een andere plaats. De mensen vroegen dan bijvoorbeeld om mee te helpen met een bepaalde verzameling, of uiten de wens dat ze met een bepaald persoon in contact willen komen. Een paar aanvragen kregen meer aandacht, waarbij dan een klein videofragmentje getoond werd waarin iemand meer uitleg kon geven bij zijn of haar wens.

## Uitzenduren
Na de zomer van 2010 kwam het programma Familie terug om 8 uur 's avonds, maar omdat De Stip degelijke kijkcijfers had en goede kritieken kreeg, mocht het programma blijven, hoewel het niet meer dagelijks uitgezonden werd. Vanaf september 2010 was De Stip elke zaterdag en zondag te zien. Ondertussen is de reeks beëindigd.